# 神崎川 (岐阜県)
神崎川（かんざきがわ）は、木曽川水系の一級河川。岐阜県山県市を流れる。武儀川・長良川を経て伊勢湾に至る木曽川の3次支川。
上流部は伊往戸川（いおうどがわ）と呼ばれる別の一級河川だが、伊往戸川と神崎川は直線的に繋がっているため本項目では1つの河川として扱う。

## 地理
岐阜県山県市北部、関市との市境付近の山地に源を発する。伊往戸川として谷川を合わせながら南流し、円原川との合流点以下は神崎川として流れて武儀川に合流する。ほぼ全区間を岐阜県道200号神崎高富線が並行する。
石灰岩が多い地帯を伏流しながら流れるため、冷たく透明度の高い水が流れており水深の深い場所では緑色に見える。支流の円原川では特にその特徴が強い。
途中には落差15メートルのごろごろの滝が存在する。

## 主な橋
並行区間が多い岐阜県道200号神崎高富線は、甲呂戸橋などが架かる。
- 落合橋（国道418号）